# Agricultura de jardinagem

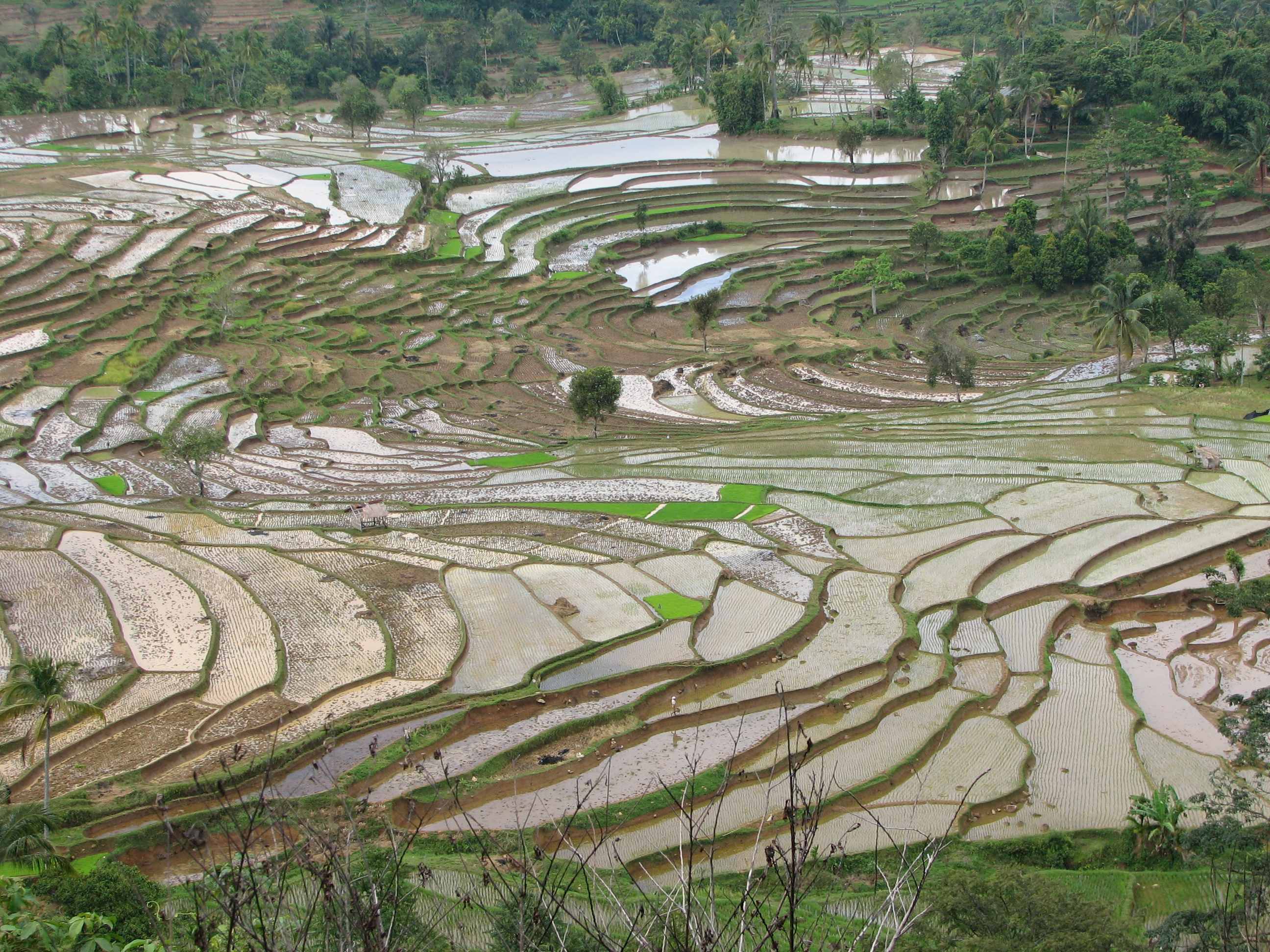
Plantação de arroz na Indonésia

Agricultura de jardinagem é uma expressão que se originou no sul e sudeste da Ásia, onde há uma enorme produção de arroz em planícies inundáveis, com utilização intensiva de mão de obra. Pelas características do plantio do arroz ser feito em mudas e ocupando grandes áreas, o seu aspecto lembra de um grande jardim, esta é a origem do nome.

Agricultura de jardinagem é um tipo de agricultura de subsistência, com produção voltada para o abastecimento interno e para a alimentação, que utiliza técnica milenar de cultivo, muito empregada no sul da Ásia em áreas onde predomina o clima de monções. O clima de monções é caracterizado pela insurgência de duas estações principais ao longo do ano: uma muito chuvosa e intensa (monções de verão) e outra fria e seca com longa estiagem (monções de inverno). Essa mudanças de clima  relacionam com as movimentações das massas de ar,os chamados “ventos de monções”.
Durante o período chuvoso, quando o índice pluviométrico aumenta, transforma-se o relevo acidentado da região de terraços, realizando-se o plantio em curvas de nível, de forma a evitar a erosão causada pelo escoamento e reter água para infiltração, conservando a produtividade do solo.
A agricultura de jardinagem utiliza elevada mão de obra e trabalho manual com pouca utilização de ferramentas tecnológicas usando técnicas agrícolas milenares, possui alta produtividade aplicando técnicas para evitar e combater a erosão (como terraceamento e curva de nível) com predomínio do cultivo de arroz (rizicultura).
A agricultura de jardinagem é uma expressão da ação humana sobre o espaço geográfico, utilizando os conhecimentos sobre o ambiente natural (clima e relevo).

## Organização
Esse sistema é praticado em pequenas e médias propriedades cultivadas pelo dono da terra e sua família ou em parcelas de grandes propriedades. Nelas é obtida alta produtividade, através do selecionamento de sementes, da utilização de fertilizantes, da aplicação de avanços biotecnológicos e de técnicas de preservação do solo que permitem a fixação da família na propriedade por tempo indeterminado. A agricultura de jardinagem consiste basicamente na rizicultura, mas, também consiste na produção de cereais, como arroz, trigo, entre outros, e hortaliças.
Em países como as Filipinas, Tailândia, Indonésia, devido a elevada densidade demográfica, as famílias contam com áreas muitas vezes inferiores a 1 hectare e as condições de vida são bastante precárias. Em países que realizaram a reforma agrária como o Japão e Taiwan e ao redor dos grandes centros urbanos de áreas tropicais, após a comercialização da produção e a realização de investimentos para a nova safra, há um excedente de capital que permite melhorar, a cada ano, as condições trabalhistas e a qualidade de vida da família.
Ela pode ser encontrada em várias regiões do sul, sudeste e leste da Ásia. Na China, desde que foram extintas as comunas populares, após a morte de Mao-Tsé-ung, em 1976, houve significativo aumento da produtividade. A produção é predominantemente obtida em propriedades muito pequenas e em condições de trabalho muito precárias. Devido ao excedente populacional, a modernização da produção agrícola foi substituída pela utilização de enormes contingentes de mão de obra.
No entanto, em algumas províncias litorâneas, está havendo um processo de modernização, impulsionado pela expansão de propriedades particulares e da capitalização proporcionada pela abertura econômica a partir de 1978. Sua produção é essencialmente voltada para abastecer o mercado interno.
Agricultura de jardinagem, apesar de possuir pequenos territórios, não utiliza máquinas, pois possui muita mão-de-obra o que acaba substituindo o uso destas, sendo ainda uma agricultura extensiva.